# Figulus tapinus
Figulus tapinus es una especie de coleóptero de la familia Lucanidae.

## Distribución geográfica
Habita en Uttar Pradesh (India).